# کمیته مرکزی حزب کمونیست چین
کمیته مرکزی حزب کمونیست چین بالاترین ارگان درون حزب کمونیست چین بین کنگره‌های حزبی است. کمیته مرکزی حدود ۳۰۰ عضو دارد و دفتر سیاسی حزب کمونیست چین را تعیین می‌کند.
با این که کمیته مرکزی مانند یک قوه مقننه عمل نمی‌کند، نهاد مهمی است زیرا اعضای اصلی حزب، ارتش و دولت در آن هستند. کمیته مرکزی بزرگ‌تر از دفتر سیاسی است و به نوعی طیف ایدئولوژیک وسیع تری در خود دارد.
بعضی تحلیلگران می‌گویند که هو جینتائو در بخشی از تلاش‌هایش برای افزایش دموکراسی درون حزبی، تلاش می‌کند قدرت کمیته مرکزی را افزایش دهد. دو عمل مهم هو لغو کنفرانس رهبری سنتی آگوست در بدایهه و مقدار نسبتاً وسیع پوشش رسانه‌ای جلسات پلنوم کمیته مرکزی در اکتبر ۲۰۰۳ بود. اکنون (۲۰۱۳) حزب کمونیست چین ۸۰ میلیون نفر عضو دارد و دبیرکل حزب کمونیست چین شی جین پینگ است که جانشین هو جینتائو شد. رئیس کمیته مرکزی جمهوری خلق چین شی جین پینگ می‌باشد.